# Aethaloessa calidalis
Aethaloessa calidalis is een vlinder uit de familie van de grasmotten (Crambidae). De wetenschappelijke naam van deze soort is voor het eerst voorgesteld als Glyphodes calidalis door Julius Lederer in een publicatie uit 1861.
De soort komt voor op het eiland Mahé van de Seychellen en in het Oriëntaals en Australaziatisch gebied.
De vleugels zijn opvallend zwart met oranje, de spanwijdte bedraagt 17 tot 18 millimeter.